# Hito fronterizo

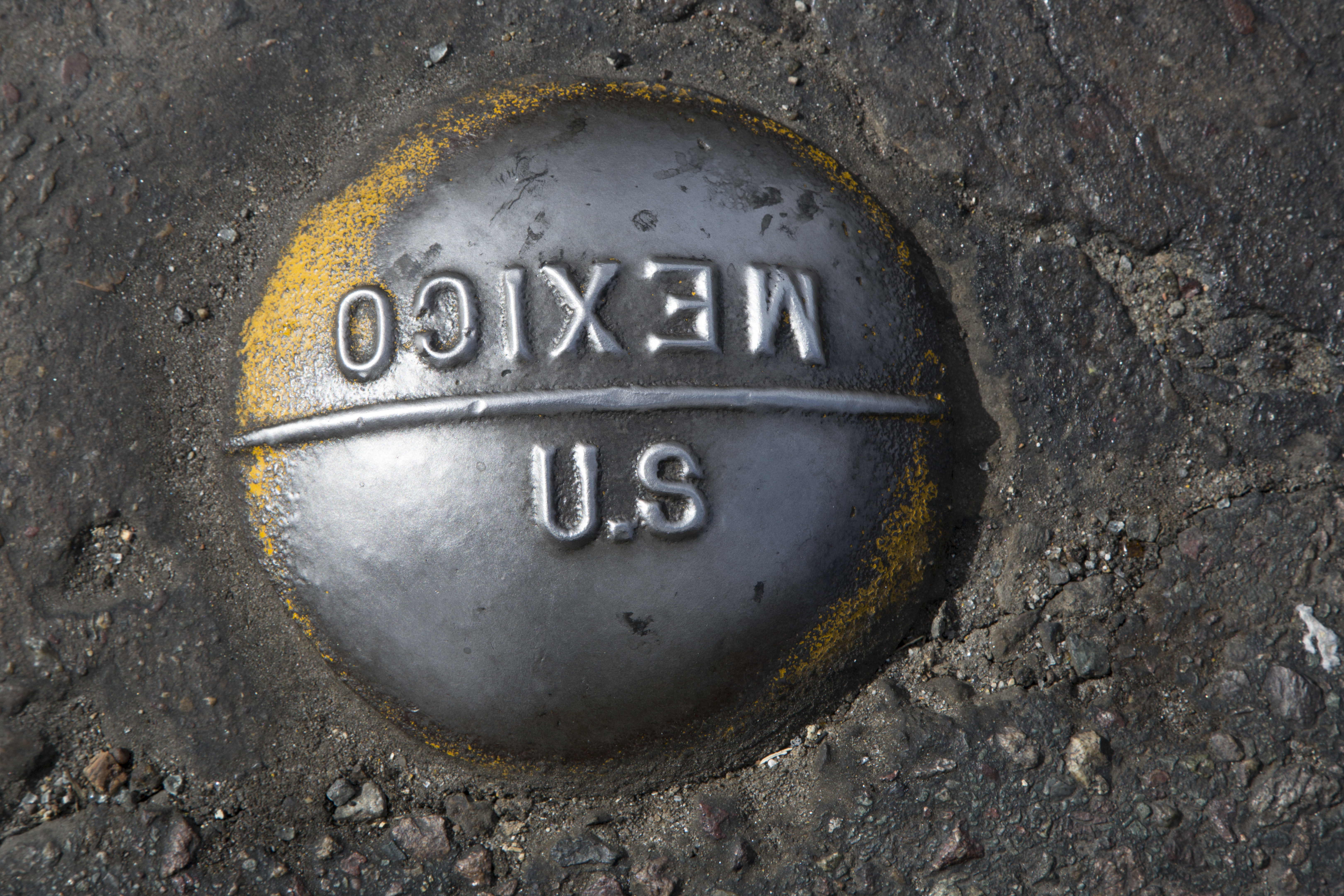
Hito en la frontera entre Estados Unidos y México

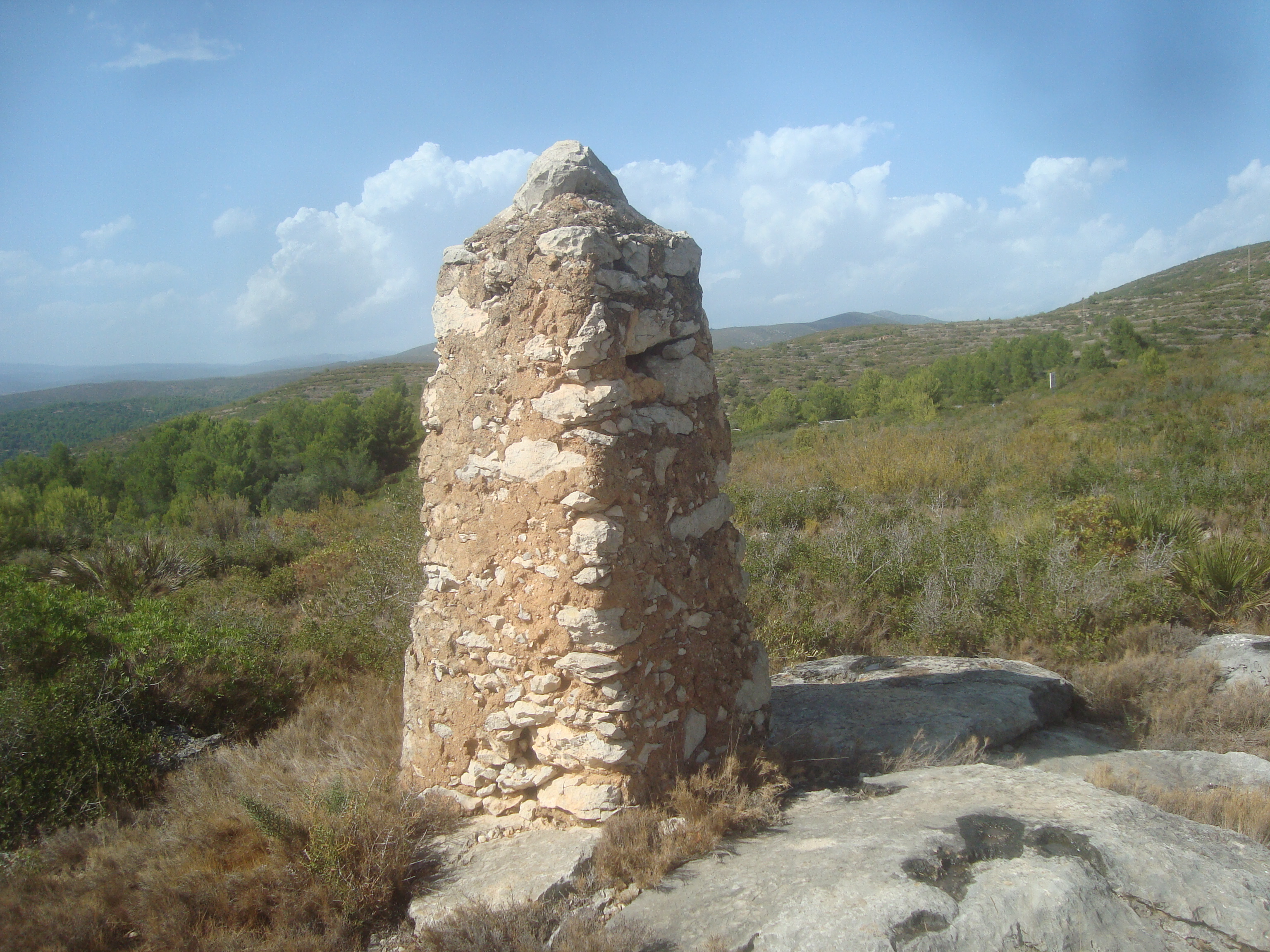
Mojón geográfico de partición de términos municipales (Alcalá de Chivert/Cuevas de Vinromá)

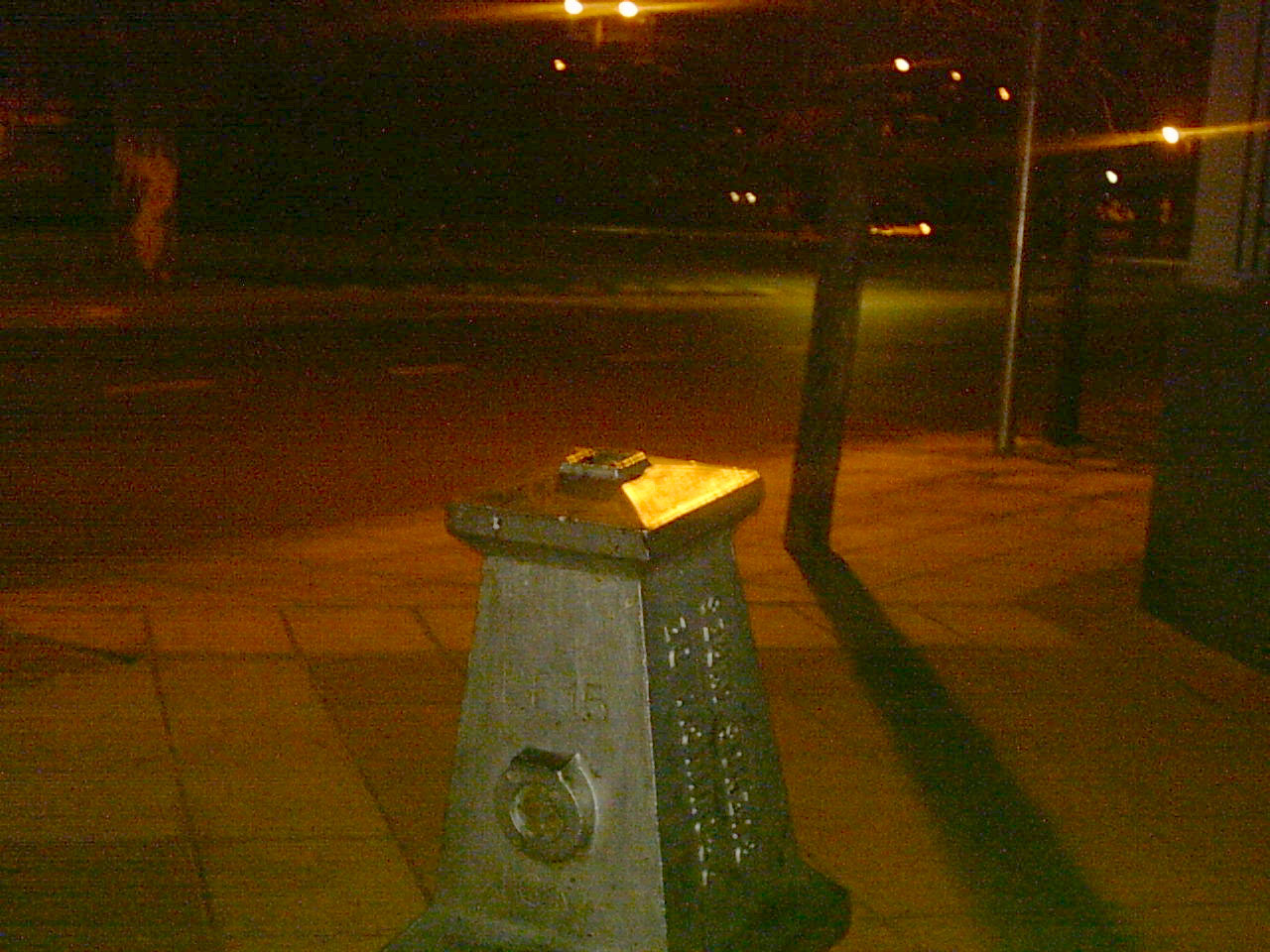
Mojón geográfico fronterizo entre la Ciudad y la Provincia de Buenos Aires. República Argentina

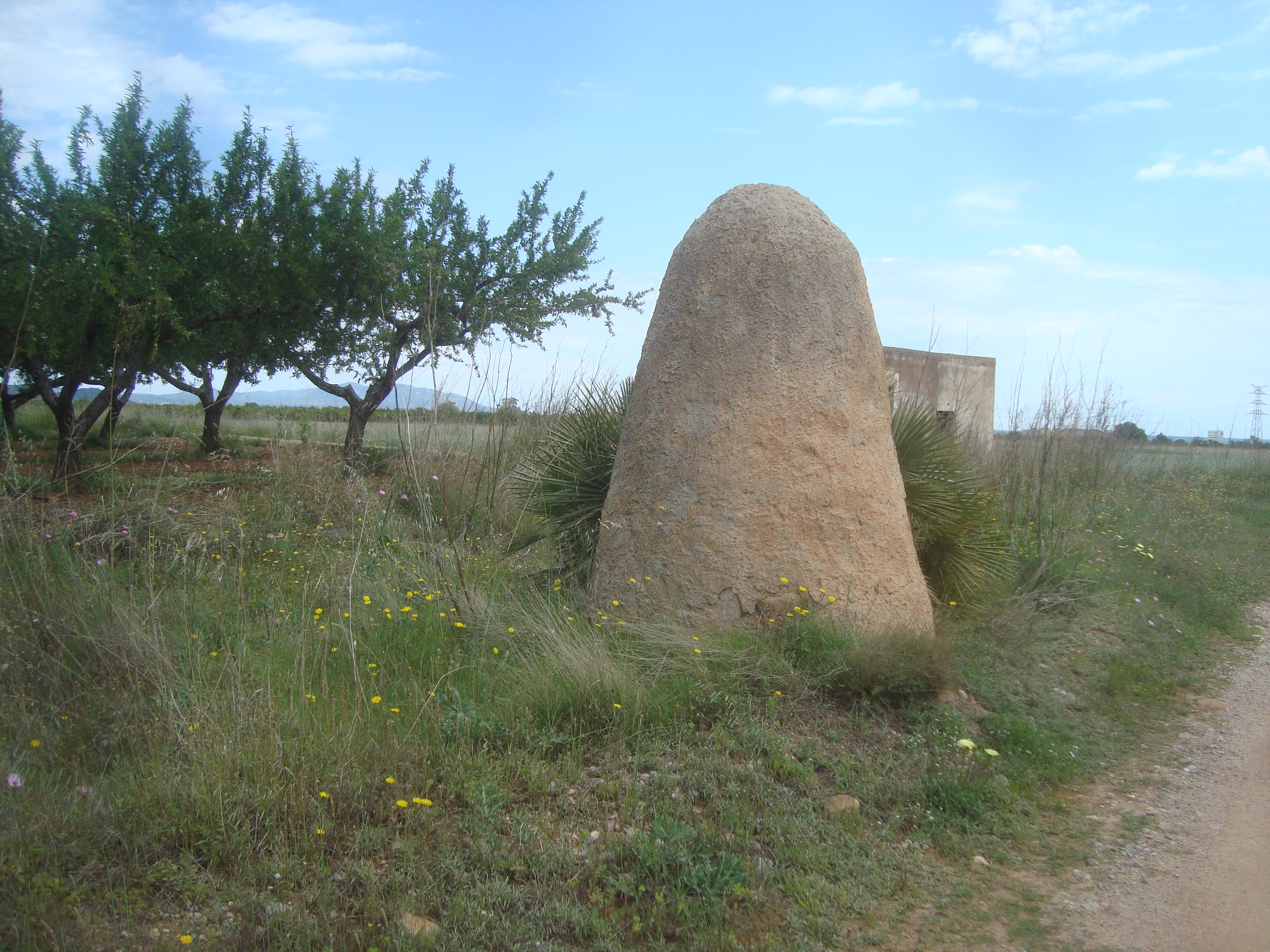
Mojón de delimitación de términos municipales

Un hito fronterizo (del latín fictus) o mojón es una señal de tipo permanente, tradicionalmente de piedra (aunque hoy día se usan otros materiales), que sirve para delimitar propiedades o territorios, y en ocasiones para marcar alturas, distancias o direcciones de una vía o un camino, en cuyo caso se generaliza su nombre a hito geográfico. También se lo denomina «coto» o «cipo».
Los hitos a menudo han sido utilizados para marcar o señalar los puntos más destacados de las fronteras entre países o administraciones locales, pero también se han utilizado para marcar las lindes de tierras privadas y explotaciones de recursos naturales, especialmente en áreas donde las cercas o muros no son prácticos o son innecesarios. Las señales utilizadas se colocan normalmente en un punto notable o visible sobre el terreno adyacente. Muchos están inscritos con información relevante, como la abreviatura del titular de la frontera, la fecha de instalación y a menudo la localización geográfica, es decir, la longitud y latitud del mismo.